# Front uni national du Kampuchéa
Die Front uni national du Kampuchéa, kurz FUNK, (Khmer រណសិរ្សរួបរួមជាតិកម្ពុជា, Renaksey Ruop Ruom Cheat Kampuchea; englisch National United Front of Kampuchea; „Nationale Einheitsfront von Kampuchea“) war eine kambodschanische politische und militärische Organisation während des Kambodschanischen Bürgerkriegs von 1970 bis 1975. Sie vereinte verschiedene Widerstandsgruppen gegen das pro-amerikanische Regime der Khmer-Republik von Lon Nol. Ihr stand der entmachtete und ins Exil geflohene Staatschef Norodom Sihanouk vor.

## Geschichte

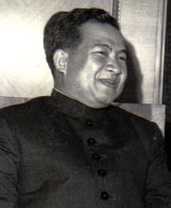
Der FUNK-Vorsitzende und GRUNK-Präsident Norodom Sihanouk (1972)

Der US-freundliche General und Ministerpräsident Lon Nol putschte am 18. März 1970 gegen das Staatsoberhaupt Prinz Norodom Sihanouk und rief später die Khmer-Republik aus. Sihanouk gründete daraufhin am 23. März 1970 in Peking die Front uni national du Kampuchéa. Sie sollte als Dachorganisation alle Gruppen vereinen, die Lon Nols Regime als illegitim ansahen und bekämpften. Durch chinesische (Zhou Enlai) und nordvietnamesische (Phạm Văn Đồng) Vermittlung gehörte dazu auch die Kommunistische Partei Kampucheas unter Pol Pot mit ihrer Guerilla der Roten Khmer, die Sihanouk zuvor verfolgen lassen hatte und die seine Regierung bekämpft hatten. Weitere Bestandteile der FUNK waren die Sihanouk-treuen Khmer Rumdo, die provietnamesischen Khmer Issarak sowie die ebenfalls von Nordvietnam unterstützte Guerillabewegung der Khmer Loeu (indigene „Bergvölker“ im Nordosten Kambodschas).
Am 5. Mai 1970 bildete Sihanouk zudem eine Exilregierung, das Gouvernement royal d’union nationale du Kampuchéa (GRUNK; „Königliche Regierung der Nationalen Einheit Kampucheas“). In dieser fungierte er selbst als Präsident, Penn Nouth als Premierminister und Khieu Samphan von den Roten Khmer als stellvertretender Premierminister, Verteidigungsminister und Oberbefehlshaber der bewaffneten Einheiten. Die Schirmherrschaft Norodom Sihanouks verlieh der Einheitsfront internationalen Respekt sowie Unterstützung bei der zumeist royalistischen bäuerlichen Bevölkerung. Die Beteiligung der Roten Khmer und der pro-vietnamesischen Gruppen sorgten hingegen für die Unterstützung Chinas bzw. Nordvietnam, die die wichtigsten Nachschublieferanten für die Guerillagruppen im Land waren. 
In den „befreiten Zonen“ der Aufständischen – die bereits Ende 1971 oder Anfang 1972 mehr als die Hälfte des Landes umfassten – übernahmen ganz überwiegend die Roten Khmer die Kontrolle. Sie schalteten ab Mitte 1971 die Sihanouk-treuen, später auch die pro-vietnamesischen Kräfte innerhalb des Widerstands aus. Die FUNK bestand somit nur noch auf dem Papier und die GRUNK hatte auch in den „befreiten Zonen“ keine Regierungsgewalt. Nur einmal besuchte Sihanouk 1973 selbst das von den Rebellen gehaltene Gebiet Kambodschas, wo er sich in der Uniform der Roten Khmer mit kariertem Halstuch neben den Rote-Khmer-Führern Khieu Samphan und Ieng Sary fotografieren ließ. Vorwürfe über Menschenrechtsverletzungen und Verbrechen der Roten Khmer leugnete er.
Beim Einmarsch der Roten Khmer in der Hauptstadt Phnom Penh am 17. April 1975 hielten sich die FUNK/GRUNK-Anführer Norodom Sihanouk und Penn Nouth immer noch im Exil auf. Khieu Samphan berief in seiner Funktion als Vizepremier einen „Nationalkongress“ ein, der faktisch von kommunistischen Kadern dominiert wurde. Dieser bestätigte nominell Sihanouk als Staatsoberhaupt und Nouth als Ministerpräsidenten. Die tatsächliche Macht im Land übernahm aber die Angka padevat („Revolutionäre Organisation“), hinter der sich der Führungszirkel der Kommunistischen Partei Kampucheas um Pol Pot verbarg.
Nach seiner Rückkehr nach Phnom Penh im Dezember 1975 fertigte Prinz Sihanouk am 5. Januar 1976 die neue, kommunistische Verfassung des „Demokratischen Kampuchea“ aus. Die Scheinwahlen vom 20. März 1976, bei der nur Vertreter der „Revolutionären Organisation“ kandidieren durften, bedeuteten schließlich auch formal das Ende der FUNK. Viele frühere FUNK- bzw. GRUNK-Mitglieder wurden von ihren einstigen Verbündeten als „feudale“ oder „bürgerliche Elemente“ verhaftet und umgebracht. Sihanouk stand unter Hausarrest und wurde in den drei Jahren bis zum Ende der Herrschaft der Roten Khmer in seinem Palast wie in einem „goldenen Käfig“ gehalten.